# NAC Breda

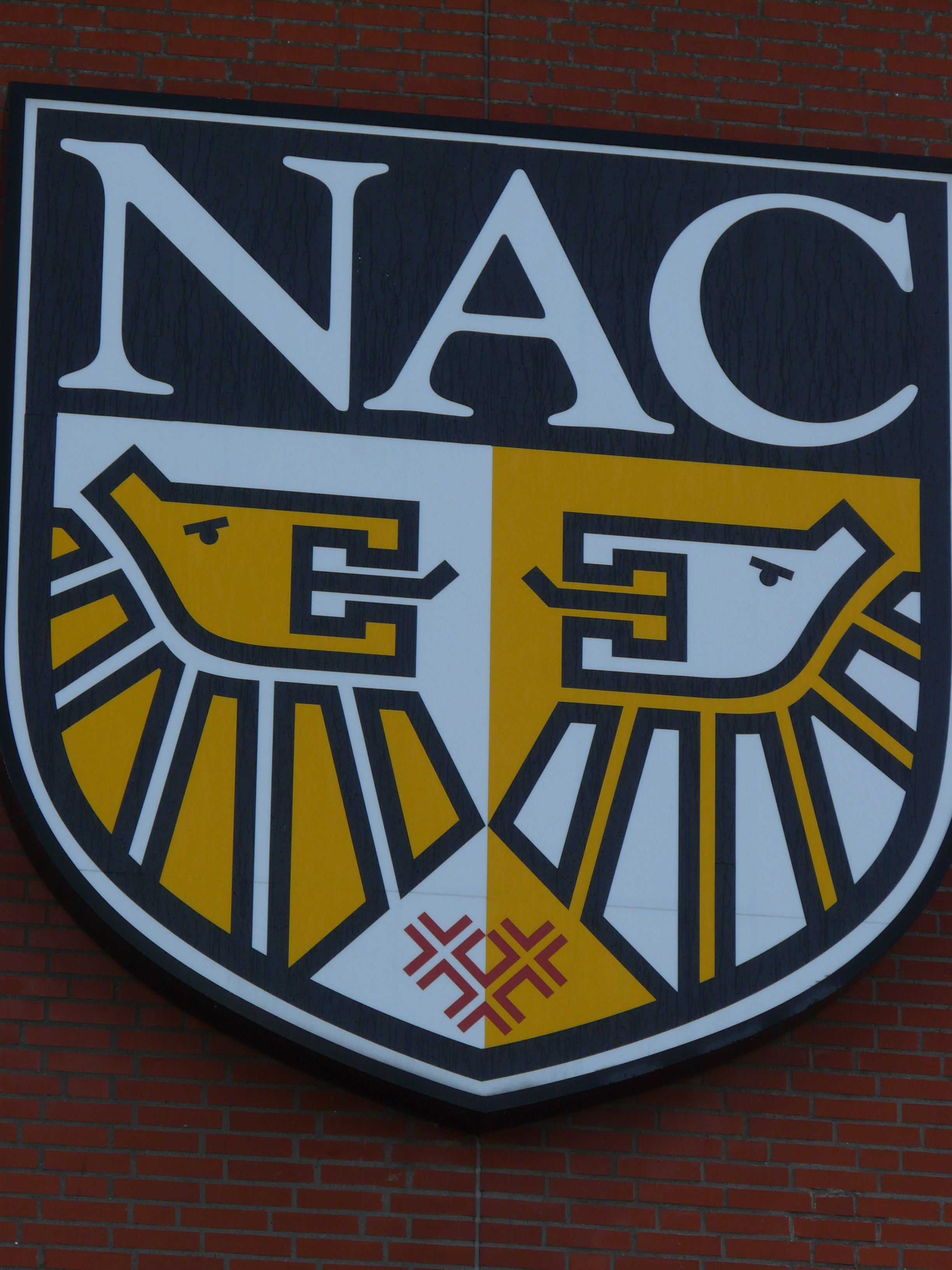
Starší logo klubu

NAC Breda, většinou uváděný pouze jako NAC, je nizozemský fotbalový klub z města Breda. Hřištěm klubu je Rat Verlegh Stadion s kapacitou 19 000 diváků (pojmenovaný po významném hráči NAC Antoonu „Rat“ Verleghovi), který byl otevřen roku 1996. Dřívějším stadionem byl NAC Stadion, který klubu sloužil v letech 1940–1996. Klub působí ve druhé nizozemské lize Eerste Divisie.

## Historie
Klub byl založen 20. září 1912 sloučením dvou klubů: ADVENDO (Aangenaam Door Vermaak En Nuttig Door Ontspanning) a NOAD (Nooit Opgeven, Altijd Doorzetten). Během schůzky zástupců obou klubů se atmosféra poněkud přiostřila, protože NOAD navrhoval uchovat tento název pro nový klub (jakožto zkratku NOad a ADvendo), což bylo pro ADVENDO nepřijatelné. Frans Konert navrhl kompromisní řešení – název NAC jako zkratku NOAD ADVENDO Combinatie, které bylo přijato. V roce 2003 pomohlo město Breda klubu z finančních těžkostí, když odkoupilo stadion. Klub jako projev vděku přidal název města do svého oficiálního názvu – NAC Breda. Název klubu se rozšířil do Nooit Opgeven Altijd Doorzetten Aangenaam Door Vermaak En Nuttig Door Ontspanning Combinatie Breda, což je jeden z nejdelších názvů klubů na světě.
V červenci 2014 podepsal klub jednoletou sponzorskou smlouvu s firmou Pabo (vlastněnou německou firmou Beate Uhse), internetovým obchodem se sexuálními pomůckami.

## Úspěchy
- 1. nizozemská fotbalová liga: 1× vítěz (1920/21)[7]
- Eerste Divisie: 1× vítěz (1999/00)[8]
- Nizozemský fotbalový pohár: 1× vítěz (1972/73)[9]